# Abigaël (roman)
Abigaël (Abigél) est un roman pour la jeunesse de l’écrivaine hongroise Magda Szabó, paru en 1970 aux éditions Móra de Budapest. Depuis, le livre a été republié plusieurs fois, adapté pour la télévision, le cinéma, la comédie musicale et le théâtre. Il est très populaire en Hongrie au XXIe siècle aussi. Dans un sondage organisé sur le modèle de The Big Read de la BBC, Le grand livre (en), en 2005, il a occupé la troisième place sur 100. Le roman n’a suscité un intérêt international que bien longtemps après sa parution, grâce à sa traduction en français, publiée en 2017 et republiée en 2019, mais surtout grâce à sa traduction en anglais, parue en 2020.
Le roman semble au début être un livre romantique d’aventures mais sa profondeur se révèle au cours de son action ayant lieu pendant la Seconde guerre mondiale, qui intervient aussi dans la vie en apparence sans soucis des adolescentes d’un lycée (pensionnat).

## Résumé
Le personnage principal du roman est Georgina (Gina) Vitay, une adolescente de Budapest, fille d’un général. Sa mère est morte quand elle était petite mais elle a pu vivre entourée de l’amour protecteur de son père et d’une gouvernante française. Celle-ci doit partir quand la guerre éclate. Gina continue d’avoir une vie sans soucis, dans une certaine liberté. Elle a encore une parente, la mondaine tante Mimó, et elle est déjà courtisée à des thés dansants chez celle-ci, par le jeune lieutenant Feri Kuncz.
En septembre 1943, le général annonce de manière inattendue à Gina qu’il doit partir en mission et, à cause de cela, l’emmener dans un pensionnat en province. Il s’agit de l’Institut Évêque Matula appartenant à l’Église réformée de Hongrie, de la ville fictive Árkod, dans l’est du pays.
Dès ce moment, Gina ressent cet événement comme une perte de l’amour de son père, et l’atmosphère étrangère du pensionnat approfondit son malheur dès le premier jour. Elle qui est habituée à un environnement agréable où elle était gâtée, tombe sur un milieu puritain, strict, où elle est obligée de porter un uniforme austère et on lui impose des relations avec les adultes de caractère presque militaire. On lui interdit aussi d’utiliser presque tous ses objets personnels, dont quelques produits cosmétiques, qu’elle cache comme un trésor.
Dès le lendemain, quand commence l’année scolaire, ses camarades de classe, beaucoup moins émancipées qu’elle, cherchent à l’intégrer à leurs coutumes, qu’elle trouve enfantines. En début d’année scolaire, les filles ont l’habitude d’« épouser » chacune un objet de la salle de classe, attribué tour à tour à chaque élève dans l’ordre alphabétique de leurs noms. Gina s’irrite et divulgue le secret des filles, la classe étant punie pour ces « mariages ». Une longue période d’ostracisme suit pour Gina, encore plus dure à supporter que la discipline stricte du pensionnat.
En apparence, la vie de l’établissement se déroule sans problèmes. Le programme très strict remplit toute la journée. Ce qui manque le plus aux élèves, c’est l’affection. Seules les émotions créées par leurs petites entorses au règlement les font se sentir vivantes, étant les seuls moyens par lesquelles elles peuvent rendre supportable la rigueur du pensionnat. Elles ont leurs sympathies et antipathies parmi les adultes. Elles aiment la belle diaconesse Zsuzsanna qui s’occupe d’elles en dehors des cours. Celle-ci les aime bien mais retient toute manifestation d’affection. Le plus aimé, bien qu’il soit sévère, est le jeune et beau Kalmár, leur professeur principal. Le plus méprisé est le professeur Kőnig, au physique sans charme, le seul qui n’est pas sévère, ce qui est senti par les élèves comme une faiblesse. Les filles suivent avec passion les manifestations des relations des adultes entre eux.
Dans le jardin du pensionnat il y a une statue de femme, appelée Abigaël par les élèves, sur laquelle il s’est créé de génération en génération d’élèves la légende qu’elle est la seule qui puisse les aider au besoin, si elles écrivent leur souci sur un bout de papier et le mettent dans la cruche qu’elle tient. En effet, les dernières années il y a eu des cas où on a reçu des messages signés « Abigaël », qui ont été salutaires, mais il reste un mystère qui est la personne qui s’identifie à la statue.
Gina ne se résigne pas à sa situation mais se manifeste comme une bonne élève et s’abstient de tout geste contre l’autorité. En même temps, elle ne pense qu’à s’évader.
Mici Horn, une ancienne élève du pensionnat, a l’habitude d’inviter à son anniversaire toute une classe. En récompense pour son comportement et ses résultats, cette année-là, le choix tombe sur la classe de Gina. C’est pour elle l’occasion de s’évader. Chez Mici Horn, elle feint de se trouver mal, va aux toilettes et sort par la fenêtre. Elle va à la gare sous une pluie diluvienne, achète son billet mais quand elle sort sur le quai, elle est attrapée par le professeur Kőnig et emmené à l’infirmerie du pensionnat où on la retient, parce qu’elle est très enrhumée. Kőnig ne divulgue pas qu’elle a voulu s’enfuir mais dit à tout le monde, comme en voulant en convaincre Gina aussi, qu’elle a fait cela ayant la conscience troublée par la maladie.
Le père de Gina vient la voir, sort en ville avec elle et lui dit qu’en fait elle doit se cacher au pensionnat, parce que lui, il est le dirigeant du mouvement de résistance qui veut sortir la Hongrie de la guerre. S’il était arrêté et qu’on sache où est sa fille, il pourrait être forcé de trahir le mouvement pour la sauver. Gina comprend la situation, ce qui la fait évoluer vers la maturité.
Une alerte aérienne provoque la réconciliation de Gina avec sa classe, à la suite de la peur qu’elles subissent ensemble dans l’abri anti-aérien. Désormais, Gina est intégrée à sa classe, elle participe à sa vie, en acceptant aussi les enfantillages de ses copines.
Au pensionnat, il y quatre filles de familles d’origine juive converties, qui sont désespérées car elles sont en danger. Gina trouve dans son sac, parmi ses vêtements pour l’éducation physique, des papiers et un message d’Abigaël. Ce sont de faux documents qu’elle doit transmettre aux quatre filles pour les sauver. Elle accomplit cette tâche comme une adulte ayant le sens de ses responsabilités.
Gina souffre quand même beaucoup à cause de sa situation. Elle doit rester au pensionnat pendant les vacances de Noël aussi, avec seulement la nièce orpheline du directeur.
En mars 1944, la Hongrie est occupée par les troupes allemandes. Un dimanche où les filles sont à l’église, Gina y aperçoit son courtisan, le lieutenant. Il réussit à l’avertir qu’il est venu la sortir du pensionnat, parce que le père de Gina est très malade. On ne le laisse pas entrer au pensionnat, c’est pourquoi il doit l’enlever. L’une des camarades avoue à Gina que c’est elle qui a écrit au lieutenant où elle se trouve. Les filles préparent avec fébrilité une évasion romantique, qui ne réussit pas. En revanche, Gina reçoit un nouveau message d’Abigaël l’avertissant que son père a été arrêté et que le lieutenant est l’homme de la police secrète, envoyé l’amener pour qu’elle serve comme moyen de pression sur le général. Désormais, il faut que Gina ne fasse plus que ce que lui indique Abigaël.
Le lieutenant fait une nouvelle tentative, cette fois directe. Il dit au directeur du pensionnat qu’il a l’ordre d’emmener Gina à son père, mais le directeur refuse, en disant qu’il n’est pas concerné par les ordres reçus par le lieutenant. Seul le général en personne à le droit de l’emmener. Gina entend cette conversation en écoutant à la porte du cabinet du directeur. Elle y est convoquée parce que, avant sa tentative d’évasion, elle a donné à la nièce du directeur le « trésor » qu’elle avait caché à son arrivée au pensionnat. Elle comprend maintenant que plusieurs membres de la résistance cherchent à la protéger.
À la sobre cérémonie occasionnée par la fête du prénom du directeur, c’est Mici Horn qui apparaît à l’improviste. Elle réussit à créer une certaine débandade avec un jeu de société qu’elle propose. Elle dit à Gina d’en profiter pour prendre dans la chambre de la diaconesse Zsuzsanna un uniforme de celle-ci, sortir du pensionnat et aller chez elle. Gina arrive à la conclusion qu’Abigaël est Mici Horn.
Finalement, Gina est sauvée et apprend avec surprise et honte qui est en fait Abigaël. C’est l’insignifiant et méprisé Kőnig, auteur d’autres actes de résistance aussi apparus au cours de l’action du roman.

## Personnages
- Georgina Vitay (Gina) – élève de 15 ans, personnage principal du roman
- le général Vitay – père de Gina, dirigeant du mouvement pour sortir la Hongrie de la guerre
- sœur Zsuzsanna – diaconesse au pensionnat
- Kőnig – professeur de hongrois et de latin
- Péter Kalmár – professeur principal de Gina, enseignant l’histoire et les connaissances de défense
- Gedeon Torma – directeur du pensionnat
- Mici Horn – ancienne élève du pensionnat
- Piroska Torma – camarade de classe de Gina, nièce du directeur
- Anna Bánki – camarade de classe de Gina
- Tante Mimó – tante de Gina
- Feri Kuncz – lieutenant, agent de la police secrète

## La réalité derrière la fiction
Le cadre du roman est en grande partie inspiré de l’établissement où a étudié Magda Szabó pendant 12 ans jusqu’à son baccalauréat. C’est l’ancien Institut pour l’éducation des jeunes filles Dóczy, qui est, en 2021, le Lycée Dóczy du Collège réformé de Debrecen, ville natale de l’écrivaine. Il n’était pas aussi strict que l’Institut Matula du livre. Son caractère résulte d’une combinaison avec un lycée de Hódmezővásárhely, où l’écrivaine a enseigné. Le caractère de Gina rappelle lui aussi en une certaine mesure celui de la future écrivaine, qui était une très bonne élève mais une nature rebelle. Cependant, tout comme Gina comprend finalement le côté positif de la sévérité de son pensionnat, l’écrivaine avouait dans un écrit autobiographique que le caractère ferme que lui a formé la rigueur de l’école de Debrecen l’avait beaucoup aidée à traverser les moments difficiles de sa vie.
Un personnage très important, Kőnig, est également inspiré d’un professeur de l’écrivaine, celui de français. Dans l’un de ses écrits, elle l’évoque comme le seul professeur de son école qui n’était pas sévère, mais toujours humain et compréhensif. Il n’était pas perçu comme un homme viril mais on l’aimait bien. Ses élèves ont appris qu’il n’était pas un homme faible, au moment où il leur a lu des fragments de son journal de la Première guerre mondiale, où il a combattu en tant que lieutenant. La jeune Magda s’est rendu compte que ce sont les horreurs de la guerre qui lui ont fait acquérir la compréhension qu’il avait pour les gens. L’écrivaine avoue que c’est à lui qu’elle doit l’écriture d’Abigaël, bien que longtemps plus tard, car c’est grâce à lui qu’elle a compris qu’un homme insignifiant et faible en apparence peut être en réalité intègre et courageux.

## Analyses et critiques
Le livre est perçu par Anna Mundow du Wall Street Journal comme une narration intime tendue, qui décrit brillamment l’innocence d’une adolescente dont d’abord le lecteur, puis elle-même sait qu’elle est menacée de mort. Par le procédé du monologue intérieur apparaissent les sentiments complexes de Gina : celui d’être abandonnée, dépourvue d’affection de la part de son entourage, opprimée ; celui de peur et en même temps d’espoir lorsqu’elle se sait menacée. L’écrivaine réussit à rendre de façon convaincante l’évolution d’une adolescente d’une étape où elle est choyée, têtue, individualiste, ayant un certain sentiment de supériorité, à une autre, où elle devient une jeune fille mature, qui comprend et accepte les autres, arrivant même à agir de manière responsable pour aider. Par son caractère émouvant, ce roman simple en apparence quant à son atmosphère et son cadre, est l’un des plus lumineux de l’écrivaine.
Pour Becca Rothfeld (The New York Times), l’une des qualités remarquables du roman est l’art avec lequel il est rendu captivant par le dosage des tournures dramatiques, et la gradation du suspense jusqu’à l’éclaircissement de la personne d’Abigaël. Le livre est émouvant et fascinant par le fait que le lecteur entraperçoit les drames par le biais de la simplicité juvénile de Gina. À cela contribue efficacement le procédé du monologue intérieur auquel fait appel l’écrivaine.
Mika Ross-Southall (The Spectator) remarque que l’écrivaine sait créer des moments d’une tension déchirante par une excellente prose évocatrice. Le roman a une force particulière lorsque se rencontrent les deux côtés en lesquels il divise le monde : les enfantillages des élèves de l’un et les sombres réalités de la guerre de l’autre. Dans le même temps, tout au long du roman, les personnages sont vivants et authentiques de façon amusante.
Len Rix, le traducteur du roman en anglais, dit dans une interview que la maîtrise du roman consiste en l’art de grande classe avec lequel l’écrivaine fait participer le lecteur à l’évolution de Gina, et compare dans ce sens le personnage Gina et Magda Szabó au personnage Emma, respectivement sa créatrice, Jane Austen.
Hannah Weber (The Calvert Journal (en)) remarque également l’humour du roman, qui trouve sa place à côté des tensions dramatiques et des aspects sombres.
Selon Angela Woodward de Full Stop, Magda Szabó a su créer un livre moral sans être moralisateur.

## Adaptations
L’écrivaine a commencé dès 1971 le travail à un scénario basé sur Abigaël, qui reprend de manière presque inchangée une grande partie des dialogues du livre. Sur sa base, il a été réalisé en 1978 une mini-série télévisée de quatre épisodes.
En 1985, a été présenté un film de cinéma en deux parties, concentré de la série.
Dans la série des adaptations, une comédie musicale suit, présentée en 2008 au Théâtre d'opérette de Budapest.
Enfin, en 2012, au Bánfalvy Stúdió, a été mis en scène une pièce basée sur le livre.